# Purdah

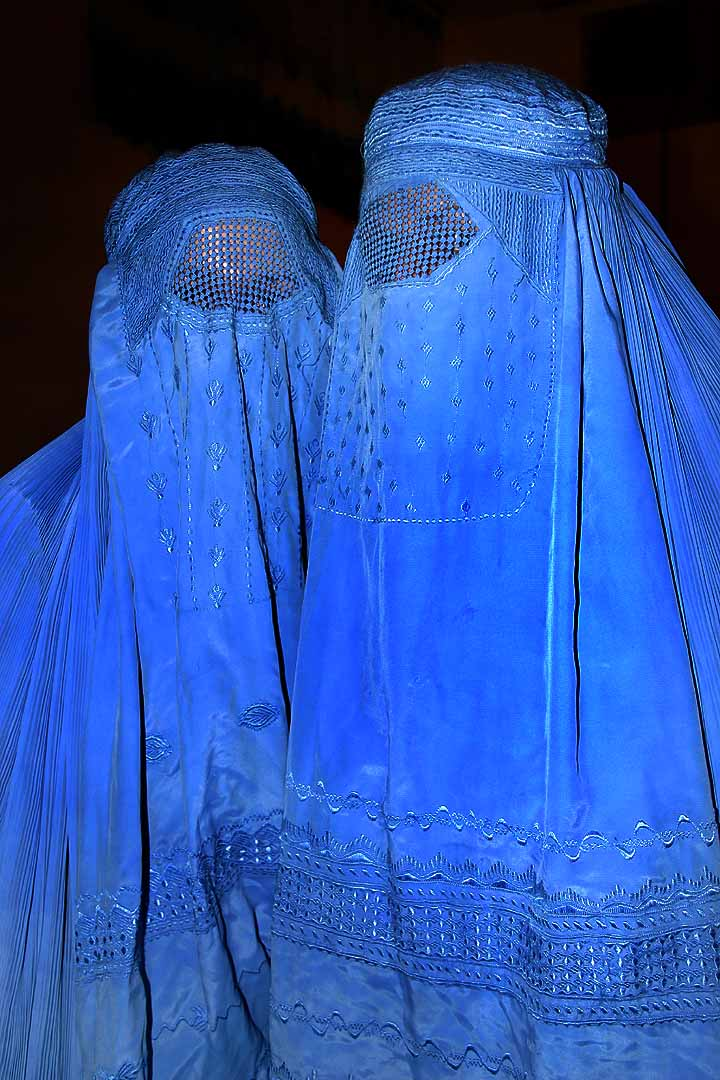
Afganka przestrzegająca purdah, w burce

Purdah (per. پرده, urdu: پردہ, hindi: पर्दा, dosł. zasłona, ekran) – praktyka polegająca na uniemożliwieniu publicznej obserwacji kobiety poprzez odpowiedni strój zakrywający ją od stóp do czubka głowy, a także przez wzniesione wysokie ściany wokół domu i zasłony. Ten zwyczaj występuje głównie u muzułmanów.
Tradycja ta prawdopodobnie powstała w starożytnej Persji, a następnie rozpowszechniła się na Bliskim Wschodzie. Po podbojach Arabów została ona przez nich przejęta i dostosowana do religii islamskiej, jako jej element.
Przeciwnicy uważają tę praktykę za narzędzie izolacji kobiet z życia społecznego i utrwalania męskiej dominacji. Natomiast zwolennicy wskazują, że prowadzi to do wyzwolenia kobiety i oceny jej przez otoczenie nie na podstawie jej wyglądu zewnętrznego, ale takich cech jak jej intelekt, wiara i osobowość. Jednocześnie wskazują na aspekty i interpretacje Islamu, w świetle których kobietom przysługują równe prawa, lub role społeczne otoczone szacunkiem.